# Ulenshof
Het Ulenshof is een grote gesloten hoeve aan Bergstraat 10 te Borlo. De gebouwen omsluiten een rechthoekige, gekasseide, binnenplaats.
Vanaf de 12e tot begin 18e eeuw was deze hoeve in bezit van de familie Ulens. Het oudste deel van de huidige hoeve stamt echter uit 1645, en dit betreft de zuidoostelijke vleugel met de inrijpoort. Hierboven bevindt zich het wapenschild van de familie Ulens en de muurankers tonen het jaartal 1645.
De dwarsschuur is van 1742. Delen van de hoeve zijn verbouwd in de 19e eeuw. De zuidelijke zijgevel aan de straatzijde is oorspronkelijk in vakwerkbouw opgericht.
Ten zuiden van de hoeve bevindt zich een voormalige jeneverstokerij die door een brandgang van de eigenlijke hoeve is gescheiden. Deze werd in de 2e helft van de 19e eeuw opgericht door een collectief van boeren en fungeerde tot 1930.